# ایسانکانی
ایسانکانی (به اسپانیایی: Isankani) یک کوه در پرو است که در Peru, Cusco Region واقع شده‌است. ایسانکانی ۴٬۹۲۵ متر بالاتر از سطح دریا واقع شده‌است.